# José Dionísio de Melo e Faro
José Dionísio de Melo e Faro (Resende, São Martinho de Mouros, 1834 - Coimbra, 8 de Maio de 1877) foi um político, empresário agrícola e jornalista português.

## Família
Filho natural de Henrique de Azevedo Faro Noronha e Meneses (Resende, São Martinho de Mouros, Casa da Suenga, 10 de Dezembro de 1801 - ?) e de Quitéria Carolina de Miranda.

## Biografia
Político, Deputado da Nação, Proprietário, Publicista e distinto Jornalista político, etc.

## Casamento e descendência
Casou no Rio de Janeiro, Santo António, a 8 de Março de 1862 com Amélia Augusta Pereira da Silva Porto (São Paulo, 19 de Abril de 1842 - Cascais, Cascais, 2 de Outubro de 1915), de Cidadania Brasileira mas filha dos Portugueses, Vicente Pereira da Silva Porto (Vila Nova de Gaia, Santa Marinha, 2 de Maio de 1817 - Rio de Janeiro, 22 de Agosto de 1865), capitalista, e de sua mulher e prima Maria Teresa dos Prazeres Porto (Pouso Alto, 23 de Março de 1825 - Lisboa, Alcântara, Rua da Junqueira, 28 de Setembro de 1884), a qual casou segunda vez com seu sobrinho materno o 1.º Conde de Porto Brandão. Foram pais de Artur Porto de Melo e Faro, 1.º Conde de Monte Real.